# The Bro Code
 Der er for få eller ingen kildehenvisninger i denne artikel, hvilket er et problem. Du kan hjælpe ved at angive troværdige kilder til de påstande, som fremføres i artiklen.

The Bro Code er en fiktiv bog som bliver refereret til i tv-serien, "How I Met Your Mother". Man hører ofte Barney Stinson (Neil Patrick Harris) citere fra denne bog om hvad bedste venner skal gøre for hinanden.